# Hilário (notário)
Hilário (em latim: Hilarius) foi um oficial romano do século IV, ativo durante o reinado do imperador Constâncio II (r. 337–361). Aparece em 356, em Alexandria, servindo como notário imperial. Possivelmente pode ser associado ao governador da Panfília citado numa carta de Libânio datada de 365.